# ラブコンプレックス
『ラブコンプレックス』は、2000年10月12日から12月21日まで、フジテレビ系列「木曜劇場」枠で毎週木曜日 22:00 - 22:54に放送されていた日本のテレビドラマ。主演は唐沢寿明と反町隆史。
2001年2月7日から3月7日にVHSが全4巻で発売されており、DVD-BOXは2010年9月15日に発売された。

## キャスト

### 主要人物
竜崎ゴウ〈37〉
演 - 唐沢寿明
ワンダーエレクトロニクス秘書室長。室長になる前は大阪支社に勤務していた。秘書室内での横領を調べるために、松方専務から本社秘書室へ呼ばれる。経営にも口を挟める頭脳派。
男尊女卑的な考えを持っており、秘書たちから嫌われている。また女性と見れば所かまわず口説くラテン系。人の手柄も全部自分の手柄にしてしまう。二枚舌で適当な事を言ってその場を切り抜けたり、目的のためならピッキングや不法侵入などの違法行為も平気でやってのけるサイコパス。
今までにいくつもの会社を渡り歩いており、彼が在籍していた会社は必ず潰れている。小さい頃、飼っていた犬が死に、その遺体を燃えるゴミに出した事がある。
サンタクロースの姿をした悪魔に取り憑かれている。そのサンタクロース・ゴウが人の心に入り込んで様々な悪事や苦しみを誘発する。
父親は政財界のフィクサーと言われた男で、母親はその秘書をしていた愛人。
真行寺アユム〈27〉
演 - 反町隆史（幼少期 - 神南哲也、少年期 - 渋谷謙人）
ワンダーエレクトロニクスの渋谷営業所から本社秘書室に異動になる。ゴウの部下。松方専務からゴウと共に横領を調べる命を受ける。
営業所勤務時代は、甘いマスクでショールームの女性社員達を虜にしていた。だが、女性と性的に接触する事ができない。
母と二人暮らしだが、母親が異常なまでの過保護で鬱屈した思いがある。幼少から母に虐待されており、体中に痣や傷跡がある。
小さい頃、父が病気で亡くなっているが、実はその時病院でシズクと出会っている。しかし本人達はそのことに気づいていない。また、大人になってから通っていた心療内科でもシズクとすれ違っている。
荒瀬シズク〈25〉
演 - 木村佳乃（幼少期 - 伊倉愛美）
ワンダーエレクトロニクスの秘書。秘書室の陰の女王。とても優秀で他の秘書たちのカウンセリングをし、精神的に掌握し実質的に秘書室を動かしている。表情を変えないので何を考えているかわからない。自分を有能だと思っている男性が嫌い。
2年前に再会したミノルと同棲している。ファザコンで、一部上場企業・住井建設社長のパパと、パソコンでメールのやり取りをするのを楽しみにしている。
小さい頃、母を病気で亡くしており、その時病院でアユムと出会っている。父は3年前に会社の贈収賄疑惑絡みで投身自殺しているが、その事実を受け入れられず、父が生きているかのように振る舞っている。

### ワンダーエレクトロニクス
柊サダ〈29〉
演 - りょう
秘書。結婚詐欺師に金を騙し取られた経験があり、男性を憎んでいる。ハマっている新興宗教の教えで、いつも水や食べ物を大量に飲み食いしている。また、いつも呪文のようなものを唱えている。
後に結婚詐欺師を見つけ出し連れて来たゴウに逆洗脳され、彼のスパイとなる。以後、ゴウとホテルの一室で一緒に住むようになり、彼と結婚すると言い出す。だが、シズクのあまりの壊れぶりを見て正気に戻り、ゴウと別れる。
蜷川キイコ〈24〉
演 - 小雪
秘書。醜形恐怖症で、常に男性から見られていると錯覚している。また、高額なダイエットサプリや過剰なマシーントレーニングなど、過度なダイエットにハマっている。夜はキャバクラで働いているが、客から貢いで貰ったブランドバッグ等を質屋に入れて、その金で購入したサプリを大量に飲み、飲食後には食べた物を嘔吐している。後に摂食障害が重症化して入院する。
連城ミヤビ〈27〉
演 - 西田尚美
秘書。7人の中では唯一男性が好き。メンタルが弱く、嫌な事があるとすぐに泣きながら給湯室の壁を殴るので、壁が大きくへこんでいる。子供のころ、仲間はずれにされた経験から人からの願いを断ることができず、リリに言い寄られ、断り切れず仕方なく付き合っている。アユムのことが好きだったが、音子から「手作り弁当を他人様の子供に食べさせるのは非常識だ」と言われ、そのせいでアユムが弁当を食べてくれなかったのだと彼を恨むようになる。その直後にサダが入っていた新興宗教に入信する。
野乃リリ〈23〉
演 − 伊東美咲
秘書。レズビアンでミヤビを愛している。パソコンの操作を間違って10万を100万と打ち、誤送金した事があり横領を疑われる。見た目とは違い武闘派で、喧嘩がとても強い。ミヤビを愛しすぎて殺そうとするが、最終的には彼女を諦め、ミンと付き合う。
島木ミン〈20〉
演 - 一戸奈未
秘書。ぶりっ子であり、自分のことをミンと呼んでいる。陰ではポッキーを万引きしたり、社内のトイレでタバコを吸ったりしている。最初は中立を保っていたが、情勢を見てどちらに付くか態度を変える。株取引をしており、何百万、何千万単位の高額な損失を出しても、ゲームで負けた程度にしか感じない。
佐原アミ〈41〉
演 - 高橋ひとみ
秘書。秘書室の中では最年長。健二郎と20数年間不倫関係にあったが、あっさり捨てられて男嫌いになった。特技は手品。携帯電話の着信音はポール・モーリアの「オリーブの首飾り」。
松方健二郎
演 - 段田安則
専務。松方社長の息子。社長の意見が絶対のイエスマン。秘書室での横領事件の犯人捜しをさせるために、ゴウとアユムを秘書室に配属する。アミと不倫していた。携帯電話の着信音は「踊る大捜査線」のオープニング曲。
松方社長
演 - 戸沢佑介
社長。健二郎の父。
重役
演 - 石山雄大、長沢大、加藤治、伊藤幸純

### その他
パンチライン ミノル〈25〉
演 - 中川礼二
売れない芸人。シズクと同棲しており、いつも部屋でシズクにネタ見せしている。高校からの付き合いのシズクの事が好きだが、一緒に住んでいるだけでキスもしていない。ワンダーエレクトロニクスの新製品・サンダーボルトのCMに起用される。当初はかいがいしく料理などしていたが、売れた途端、シズクに対する態度が横柄になる。童貞。
真行寺音子〈58〉
演 - 江波杏子
アユムの母。夫を病気で亡くしてから女手一つでアユムを育てた。アユムを自分の思い通りに動かそうとする毒親。
かつて、銀座のメルローズという店でママをしており、客だったワンダーエレクトロニクスの重役たちとは顔馴染み。そのコネでアユムをワンダーエレクトロニクスにコネ入社させた。
「躾のため」「夫にアユムを頼むと言われたから厳しく叱っていた」と言っていたが、本当は夫が自分たちを置いて一人で逝ってしまった怒りをぶつけるため、アユムを殴っていた。

### ゲスト

#### 第1話
教祖
演 - 神田紫（第2話、第3話、最終回）
サダが入信している新興宗教スクツレプンコの教祖。体の中に隙間があると男が入ってくるので、常に胃を満たしておくように、と信者に申し付けている。
女優
演 - 風祭ゆき
テレビドラマに出演している女優。
黒服
演 - 山下澄人（第2話、第4話、第7話）
キイコが働くキャバクラの黒服。
ゴウに口説かれる女性社員
演 - 田島絵里香（第5話）、山田ハル子（第5話）

#### 第2話
板長
演 - 六平直政
郵政省の官僚との接待に使われる料亭・大沼の十六代目店主。官僚が魚嫌いなので魚抜きの和食料理を作ってくれ、と言われて激怒する。
塚田昭三
演 - 星セント
塚田プロダクション社長。ワンダーエレクトロニクス名古屋支社長の妹の夫。突然必要になったコンサートチケットの代わりに「これで入れてもらえるから」と自身の名刺をアユムに渡す。
大野木
演 - 岡博之（第3話）
郵政省の課長。郵政省の認可を取りたいワンダーエレクトロニクスの重役から接待される。魚嫌いで肉好き。
広告代理店社員
演 - 櫻庭博道（第3-4話）
新製品・サンダーボルトのCMを製作する広告代理店社員。
ゴウに口説かれる女性社員
演 - 白居慶子（第5話）

#### 第3話
青田刑事
演 - 佐藤二朗
パソコンの発火事故を捜査する刑事。
信者
演 - 峯村リエ
教祖に夫の暴力を泣いて訴える。
高校生
演 - 池田貴尉
ワンダーエレクトロニクスのパソコンを勝手に改造して発火事故を起こす。
ゴウに口説かれる女性社員
演 - 大竹一重（第5話）

#### 第4話
御曹司
演 - 谷原章介
ワンダーグループ副会長の子息。シズクのお見合い相手。父が決めた相手と見合いをしてはやり逃げする”ハイエナ”。
CMモデル
演 - アミナータ・ニアング（第5話、第7話）
サンダーボルトのCMにミノルと共に出演するモデル。

#### 第5話
服部幸應
声 - 服部幸應
新製品サンダーボルト発売記念懇親パーティーを「料理の鉄人」風に解説する。
福井謙二
声 - 福井謙二
パーティーを「料理の鉄人」風に実況する。
太田真一郎
声 - 太田真一郎
パーティーを「料理の鉄人」風にレポートするレポーター。

#### 第6話
ナレーション
声 - 小山力也

#### 第7話
代議士
演 - 児玉頼信
民自党の代議士。ゴウを見て、この会社にいらしたんですか、と深々と頭を下げる。

#### 第8話
佐々木文雄
演 - 古館寛治
電車の中でミンに痴漢をしていた会社員。実はワンダーエレクトロニクスの総務部総務二課所属社員。
目撃者
演 - 氏家恵
ミンが痴漢されているところを見ていたOL。犯人はゴウではなかったと証言する。

#### 第9話
医師
演 - 井上倫宏（最終回）
キイコが運び込まれた病院の医師。このままでは命が危ないとアユムとシズクに説明する。
ミナト百貨店社員
演 - 平沼紀久、川渕良和
ワンダーエレクトロニクスの取引先へのお歳暮取り扱い店に決まり、秘書たちにお礼の品を持ってくる。

#### 第10話
軽部真一
演 - 軽部真一
サンタクロース・ゴウに、「めざましテレビ」に出ているがもっとテンションを上げて喋れ、と囁かれる。

#### 最終回
中山刑事
演 - 小林すすむ
サダを取り調べている刑事。
刑事
演 - 水谷あつし
中山と共にサダを取り調べている刑事。
会長
演 - 守田比呂也
ワンダーグループの会長。

## スタッフ
- 脚本 - 君塚良一
- 音楽 - 武部聡志
- 演出 - 澤田鎌作（フジテレビ）、水田成英（フジテレビ）、田島大輔（フジテレビ）
- 主題歌 - 反町隆史「Free」
- 技術プロデュース - 佐々木俊幸（バスク）
- 美術プロデュース - 柴田慎一郎（フジアール）
- プロデュース - 和田行（フジテレビ）
- 協力 - FUJITSU、バスク、フェネック、渋谷ビデオスタジオ、アズバーズ、フジアール、K&L、フジパシフィック音楽出版
- 漫画 - おかざき真里

## 放送日程
| 各話                                                        | 放送日         | サブタイトル     | 演出     | 視聴率 |
| ----------------------------------------------------------- | -------------- | ---------------- | -------- | ------ |
| 第1回                                                       | 2000年10月12日 | 最終回           | 澤田鎌作 | 18.4%  |
| 第2回                                                       | 2000年10月19日 | 女王様           | 澤田鎌作 | 16.4%  |
| 第3回                                                       | 2000年10月26日 | 裏切り           | 水田成英 | 15.6%  |
| 第4回                                                       | 2000年11月02日 | ブサイク         | 田島大輔 | 14.9%  |
| 第5回                                                       | 2000年11月09日 | ママゴン         | 澤田鎌作 | 13.9%  |
| 第6回                                                       | 2000年11月16日 | 不倫の道         | 水田成英 | 13.8%  |
| 第7回                                                       | 2000年11月23日 | 壊れゆく         | 田島大輔 | 13.7%  |
| 第8回                                                       | 2000年11月30日 | 愛シテル         | 澤田鎌作 | 11.7%  |
| 第9回                                                       | 2000年12月07日 | 第二部           | 田島大輔 | 13.0%  |
| 第10回                                                      | 2000年12月14日 | メリークリスマス | 水田成英 | 14.7%  |
| 最終回                                                      | 2000年12月21日 | 終わりの始まり   | 澤田鎌作 | 17.7%  |
| 平均視聴率 14.89%（視聴率は関東地区・ビデオリサーチ社調べ） |                |                  |          |        |

## 受賞
- 第27回ザテレビジョンドラマアカデミー賞[5][6]
  - 主演男優賞（唐沢寿明）
  - 脚本賞（君塚良一）
  - 監督賞（澤田鎌作、水田成英、田島大輔）
  - 劇中音楽賞（武部聡志）
  - キャスティング賞
  - ザテレビジョン特別賞（CG制作スタッフ・岩本浩司、鹿島徳浩、田中良一）

## エピソード
- ストーリー展開や演出に実験的な要素が多いドラマであった。これは、脚本を担当した君塚良一の「硬直しつつあるテレビドラマ界に新風を吹き込みたい」という意図によるところが大きい。
- 本作品の舞台となったワンダーエレクトロニクス社はその後、同じプロデューサー、演出家による連続ドラマ『HERO』の第10話で倒産した。第9話ではりょうが元ワンダーエレクトロニクス社員の遠野かおる役で出演している。
- 共に1963年生まれで同学年の唐沢寿明とプロデュースを担当した和田行が、ドラマの合間を縫って雑談をした際、唐沢が、「中学生の頃、田宮二郎さんの『白い巨塔』にハマっていた」と発言。その話で盛り上がり、この3年後、和田が『白い巨塔』の企画を担当した際、財前役に唐沢を抜擢するきっかけになった。
- 女性キャストは1990年代の人気モデル同窓会の様相を呈した。